# Ashton (Nebraska)
Ashton es una villa ubicada en el condado de Sherman en el estado estadounidense de Nebraska. En el Censo de 2010 tenía una población de 194 habitantes y una densidad poblacional de 126,53 personas por km².

## Geografía
Ashton se encuentra ubicada en las coordenadas 41°14′52″N 98°47′43″O / 41.24778, -98.79528. Según la Oficina del Censo de los Estados Unidos, Ashton tiene una superficie total de 1.53 km², de la cual 1.53 km² corresponden a tierra firme y (0%) 0 km² es agua.

## Demografía
Según el censo de 2010, había 194 personas residiendo en Ashton. La densidad de población era de 126,53 hab./km². De los 194 habitantes, Ashton estaba compuesto por el 100% blancos, el 0% eran afroamericanos, el 0% eran amerindios, el 0% eran asiáticos, el 0% eran isleños del Pacífico, el 0% eran de otras razas y el 0% pertenecían a dos o más razas. Del total de la población el 0% eran hispanos o latinos de cualquier raza.